# 川久保町 (伊勢崎市)
川久保町（かわくぼちょう）は、伊勢崎市の旧町名（通称町名）。おおむね現在の若葉町8番～22番にあたる。

## 地理
廃止当時は旧伊勢崎市の中央部に位置していた。北は西園町、東は川岸町、上泉町、南は連取町（連取元町）、西は連取町（連取本町）に接していた。

## 歴史

### 沿革
- 1876年（明治9年）
  - 従来の佐位郡伊勢崎町川久保から、佐位郡伊勢崎町川久保町へ改称。
  - この際一部が西久保となる。
- 1889年（明治22年）4月1日 - 町村制施行に伴い、佐位郡伊勢崎町川久保町となる。
- 1896年（明治29年） - 郡制施行にともない、佐波郡伊勢崎町川久保町となる。
- 1940年（昭和15年） - 伊勢崎市成立に伴い、伊勢崎市川久保町となる。
- 1952年（昭和27年） - 全域が若葉町の一部となり消滅。